# Street Generation
Pour plus de détails, voir Fiche technique et Distribution.
Street Generation (The Beat) est un film américain, sorti en 1988.

## Fiche technique
- Titre original : The Beat
- Titre : Street Generation
- Réalisation et scénario : Paul Mones
- Photographie : Tom DiCillo
- Musique : Carter Burwell
- Pays de production : États-Unis
- Format : Couleurs - Dolby
- Genre : drame
- Durée : 98 minutes
- Date de sortie : 1988

## Distribution
- David Jacobson : Rex Voorhas Ormine
- William McNamara : Billy Kane
- Kara Glover : Kate Kane
- Stuart Alexander : Doug
- David McCarthy : Dirt - Larry
- John Savage : Frank Ellsworth
- Markus Flanagan (en) : Vis
- Paul Dillon : Lon Recchia
- Reggie Rock Bythewood (en) : Danny Lambeaux
- Jack McGee : Mr Frock
- Cro-Mags : Iron Skulls
- Harley Flanagan : Iron Skulls